# Język Polski
Język Polski – czasopismo naukowe, dwumiesięcznik wydawany od 1913 w Krakowie; propaguje wiedzę o języku polskim i językoznawstwie ogólnym. Od 2016 roku wydawane jest jako kwartalnik.
Czasopismo ukazuje się od 1913, jego roczniki IV i V (1919–1920) ukazały się pod patronatem Polskiej Akademii Umiejętności, od rocznika VI (1921) ukazuje jako organ Towarzystwa Miłośników Języka Polskiego.

## Redaktorzy naczelni
- 1913–1916 – Roman Zawiliński
- 1919–1928 – kolegium w składzie: Kazimierz Nitsch, Jan Łoś, Jan Michał Rozwadowski
- 1929–1958 – Kazimierz Nitsch
- 1958–1969 – Zenon Klemensiewicz
- 1969–1981 – Jan Safarewicz
- 1982–1997 – Stanisław Urbańczyk
- 1998–2004 – Marian Kucała
- 2004–2010 – Krystyna Pisarkowa
- obecnie – Piotr Żmigrodzki